# 北讃岐中継局
北讃岐中継局（きたさぬきちゅうけいきょく）は岡山県玉野市の金甲山にある、NHK高松放送局の地上デジタルテレビジョン放送専用の大規模中継局である。
本中継局は、香川・岡山の全民放とNHK岡山放送局の親局がある金甲山送信所内に設置されており、岡山県側にありながら対岸の香川県用として、アナログ放送時代に地形の制約上の問題を抱え、金甲山送信所にアンテナを向けて受信していた、いわゆる金甲山世帯向けに設置された域外中継局である。

## 歴史
香川・岡山地区で地上デジタル放送が開始された2006年12月1日に、NHK岡山と民放の親局である金甲山送信所（北讃岐局と同じ敷地）、NHK高松の親局である前田山送信所（高松市前田山）と同時にデジタル新局として開局した。

## 放送区域
この中継局の電波法に定める放送区域（1mV/m）は香川県土庄町、直島町、宇多津町、多度津町及び岡山県玉野市の全域並びに香川県高松市、丸亀市、坂出市、善通寺市、三豊市、小豆島町、岡山県岡山市、倉敷市及び瀬戸内市の各一部、約20万3千世帯である。
完全に香川県向けの中継局であるが、中継局の位置する金甲山直下の玉野市は全域が、その周辺児島半島や児島湾岸は軒並み放送区域内である。

### 旧アナログ中継局
本中継局は、香川県内沿岸部に点在していたNHKの小規模中継局を集約して開局した形をとっているが、後述のような例外が存在する。
北讃岐中継局に集約されたアナログ中継局
坂出西中継局（坂出市中心部・綾歌郡宇多津町）
坂出王越中継局　（坂出市王越地区）
小豆島四方指中継局（直島諸島・備讃瀬戸）
直島中継局　　（香川郡直島町直島西海岸）
直島向島中継局（香川郡直島町直島東海岸・向島）
伊吹島中継局　（観音寺市伊吹島）
土庄大部中継局
土庄田井中継局
土庄小部中継局
土庄琴塚中継局
土庄小海中継局
豊島中継局　（小豆郡土庄町豊島家浦）
多度津白方中継局（仲多度郡多度津町奥白方）
集約後は放送区域の関係で、優先受信先が前田山送信所のもの。
鬼無中継局（高松市鬼無・弦打地区）
庵治中継局（高松市庵治地区）
牟礼薬師中継局（高松市牟礼地区）
高松浦生中継局（高松市屋島地区屋島西町浦生集落）
高松栗林中継局（高松市本庁地区宮脇町）
高松生島中継局（高松市下笠居地区）
土庄四海中継局
集約後は放送区域の関係で、優先受信先が西讃岐中継局のもの。
詫間高谷中継局

## 施設
局舎はNHK岡山金甲山送信所（親局）と共用で、送信アンテナはNHK岡山アナログ総合塔の下部に設置されている。
なお、この中継局の管轄は中国総合通信局である。同じ金甲山内に存在するRNC西日本放送やKSB瀬戸内海放送の親局のように、民放の送信所が設置場所に関わらず本社所在地を管轄する総合通信局（この場合は四国総合通信局）となるのに対し、NHKは本社に当たる「主たる事務所」が全放送局を一括して東京都にあるため、「従たる事務所」である地方の放送局の中継局であろうと単に中継局の存在する場所を管轄する総合通信局の管轄となる。

## 地上デジタルテレビジョン放送送信設備
| リモコンキーID                              | 放送局名          | 物理チャンネル | 空中線電力 | ERP | 放送対象地域 | 放送区域内世帯数 |
| ------------------------------------------- | ----------------- | -------------- | ---------- | --- | ------------ | ---------------- |
| 1                                           | NHK高松総合テレビ | 24ch           | 200W       | 6kW | 香川県       | 約20万3千世帯    |
| 2                                           | NHK高松教育テレビ | 13ch           | 200W       | 6kW | 全国放送     | 約20万3千世帯    |
| ※全局2006年12月1日放送開始※全局に指向性あり |                   |                |            |     |              |                  |